# Смит, Фрэнсис (офицер)
Фрэнсис Смит (Francis Smith) (1723 – 1791) британский военный, генерал-майор, офицер 10-го пехотного полка, впоследствии командующий бригадой. Известен в основном как командующий британскими войсками в сражениях при Лексингтоне и Конкорде 19 апреля 1775 года, когда были сделаны первые выстрелы в американской войне за независимость. Впоследствии участвовал в обороне Бостона и в сражении на Лонг-Айленд.

## Служба
Известно, что Смит был определён лейтенантом в полк королевских фузилёров 25 апреля 1741 года. 23 июня 1747 года он вступил в 10-й пехотный полк в звании капитана. В феврале 1762 года он получил звание подполковника, а в 1767 году его полк был направлен на службу в американские колонии.